# Melicytus latifolius
Melicytus latifolius (Endl.) P.S.Green – gatunek roślin z rodziny fiołkowatych (Violaceae). Występuje endemicznie na australijskim terytorium Norfolk. 

## Morfologia
PokrójZimozielone drzewo dorastające do 4–7 m wysokości.
LiścieBlaszka liściowa ma eliptyczny kształt. Mierzy 5–9 cm długości oraz 2–3 cm szerokości, jest całobrzega, ma ostrokątną nasadę i ostry wierzchołek. Ogonek liściowy jest nagi i ma 3–10 mm długości.
KwiatyPojedyncze lub zebrane po 2–4 w pęczkach, wyrastają z kątów pędów. Mają działki kielicha o owalnym kształcie i dorastające do 1 mm długości. Płatki są lancetowate i mają 3–4 mm długości.
OwoceJagody mierzące 5 mm średnicy, o niemal kulistym kształcie.

## Biologia i ekologia
Rośnie w lasach. 